# Kresnice
Kresnice – wieś w Słowenii, w gminie Litija. W 2018 roku liczyła 723 mieszkańców.
We wsi jest przystanek kolejowy Kresnice.